# Drapeau de La Maruca
 (mai 2024).
Si vous disposez d'ouvrages ou d'articles de référence ou si vous connaissez des sites web de qualité traitant du thème abordé ici, merci de compléter l'article en donnant les références utiles à sa vérifiabilité et en les liant à la section « Notes et références ».
Le Drapeau de La Maruca (Bandera de La Maruca en castillan) est une ancienne régate d'aviron en trainières qui avait lieu à La Maruca (Santander, en Cantabrie), organisée par le Club d'aviron La Maruca.

## Palmarès
| Édition | Année | Vainqueur        | Second           | Troisième          |
| ------- | ----- | ---------------- | ---------------- | ------------------ |
| I       | 1999  | Castro-Urdiales  | Ciudad Santander | Castro-Urdiales B  |
| II      | 2000  | Ciudad Santander | Ondarroa         | Ciudad Santander B |
| III     | 2001  | Ciudad Santander | Portugalete      | Pedreña            |
| IV      | 2002  | Ciudad Santander | Lutxana          | Kaiku              |
| V       | 2008  | Astillero        | Orio B           | La Maruca          |

### Sources
- (es) Cet article est partiellement ou en totalité issu de l’article de Wikipédia en espagnol intitulé « Bandera de La Maruca » (voir la liste des auteurs).